# Schreiber

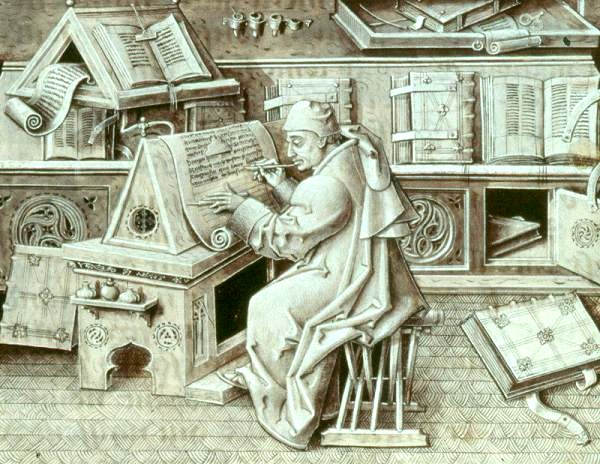
Schreiber mit diversen Materialien (Darstellung aus dem Mittelalter)

Ein Schreiber ist jemand, der beruflich nach Diktat oder schriftlicher Vorlage Texte schreibt oder kopiert. Das Berufsbild wandelte sich im Laufe der Menschheitsgeschichte in seiner Bedeutung und Bedeutsamkeit mehrfach. Die Kunst, eigenen oder auch fremden Gedanken, religiösen Texten oder auch der (land)wirtschaftlichen Buchführung mittels durch Übereinkunft festgesetzter Zeichen sichtbaren und dauerhaften Ausdruck zu geben, war eine wesentliche Errungenschaft der frühen Hochkulturen.

## Mesopotamien
Im mesopotamischen Sumer haben die Archäologen die ältesten, aus dem 4. Jahrtausend v. Chr. stammenden Tontafeln mit Schriftzeichen gefunden. Die Ursprünge dieser keilförmigen Schriftzeichen liegen in einer Bilderschrift, die sich zur lautbeschreibenden Schrift weiterentwickelte. Menschen, die diese Fähigkeiten beherrschten, gehörten zur Oberschicht bzw. stammten aus ihr, da die Ausbildung aufwändig war und Schreiber vor allem für staatliche Aufgaben benötigt wurden, wie für Steuerlisten. Königliche Schreiber hatten eine Vertrauensposition inne, gaben sie doch oft vertrauliche Nachrichten wieder, und ihre Arbeit war nicht durch jeden überprüfbar. Gerade wenn der König selbst nicht schriftkundig war, bestand ein hohes Potenzial des Betruges. Auch Verträge zwischen Privatpersonen sowie Geldschulden wurden schriftlich festgehalten.
In Mesopotamien war Nabu der Schutzgott der Schreiber. Mehrere Texte preisen den Beruf des Schreibers. „Sei eifrig in der Kunst des Schreibens, sie wird Dich mit Reichtum und Überfluß versehen“, fordert ein in mehreren Variationen aus der Bibliothek des Assurbanipal in Ninive sowie aus Kiš überlieferter Text. Solche Texte dienten wohl vor allem als Schultexte.
Das Amt vererbte sich oft vom Vater auf den Sohn, es gab jedoch auch Söhne, die sich einer solchen Karriere widersetzten.
In Mesopotamien war Aššur-bāni-apli der einzige König, der, nach eigenen Angaben, lesen und schreiben konnte und selbst seltene und ungewöhnliche Zeichen beherrschte. Wie ein neuassyrischer Brief des Sin-naʿdi belegt, in dem er den König bittet, den Statthalter von Arrapcha oder einen gewissen Aššur-belu-taqqin anzuweisen, ihm einen Schreiber zuzuweisen, belegt, konnten aber mehr Leute schreiben, als gemeinhin angenommen. Sin-naʿdis Brief ist lesbar, er benutzt aber ungewöhnliche Silbenzeichen und V-K Zeichen statt der bevorzugten K-V-K-Zeichen.
Zusätzlich zum – im Vergleich zu alphabetischen Schriften – größeren Zeicheninventar war die Erlernung der Keilschrift dadurch verkompliziert, dass sie einen Sprachstandard abbildete, der sich mehr und mehr von der gesprochenen Sprache entfernte. So waren selbst in akkadischen Texten Sumerogramme zu finden, welche ohne Kenntnis der sumerischen Sprache – lange nach deren Sprachtod – schlicht auswendig gelernt werden mussten. Wurde die hethitische Sprache in Keilschrift geschrieben, konnten neben Sumerogrammen auch Akkadogramme auftreten.

## Ägypten
Die Ursprünge der sogenannten „Schrift der Gottesworte“, deren älteste Funde aus der Zeit um 3500 v. Chr. (Naqada III) in Abydos stammen, liegen in einer Bilderschrift, die sich zur lautbeschreibenden Schrift weiterentwickelte. Der Beruf des Schreibers war, wie in der altägyptischen Lehre des Cheti ausgeführt, mit großen Privilegien verbunden. Imhotep, der Schreiber des Königs Djoser, wurde zu göttlichem Rang erhoben.

## Antikes Rom
Im Römischen Reich wurde zwischen verschiedenen Arten von Schreibern unterschieden. Ein lateinisch librarius war ein berufsmäßiger Kopist von Büchern. Er war meist ein Sklave. Da die gängigen Papyrusschriftrollen bei ungünstigen klimatischen Bedingungen mit der Zeit verwitterten und unlesbar wurden, mussten Bücher immer wieder neu abgeschrieben werden.
Ein scriba dagegen war als Buch- oder Rechnungsführer höher gestellt. Er konnte für Privatleute oder im öffentlichen Dienst des Staates bzw. der Municipien tätig sein. Solche Sekretäre waren, wie Marcus Tullius Tiro oder der Vater des Dichters Horaz, häufig Freigelassene. Sie wurden auch als a manu bezeichnet (wörtlich von der Hand). oder davon abgeleitet als Amanuensis. Schreiber, die sich um Petitionen kümmerten, hießen a libellis, ein exceptor schrieb nach Diktat.
Die Produktion geschriebener Texte erreichte im Römischen Reich einen ersten quantitativen Höhepunkt. So weiß man von Bibliotheken mit mehreren hunderttausend Werken. Aus Vorworten ist bekannt, dass man sich an der Bibliothek von Alexandria um Textkritik durch Heranziehung mehrerer Vorlagen bei der Kopie eines Werkes bemühte. Da der Buchdruck unbekannt war, muss es eine erhebliche Anzahl Schreiber gegeben haben. Auch Sklaven in den Provinzen waren mitunter des Lesens und Schreibens kundig. Selbst in kleineren Städten wie Pompeji konnten sich Angehörige der Oberschicht wie der Besitzer der Villa dei Papiri eine Privatbibliothek mit gut 1800 Schriftrollen leisten. Um diesen Bedarf an Büchern, aber auch Verwaltungsschriftgut zu stillen, muss die Zahl der Schreiber groß gewesen sein.

## Mittelalter

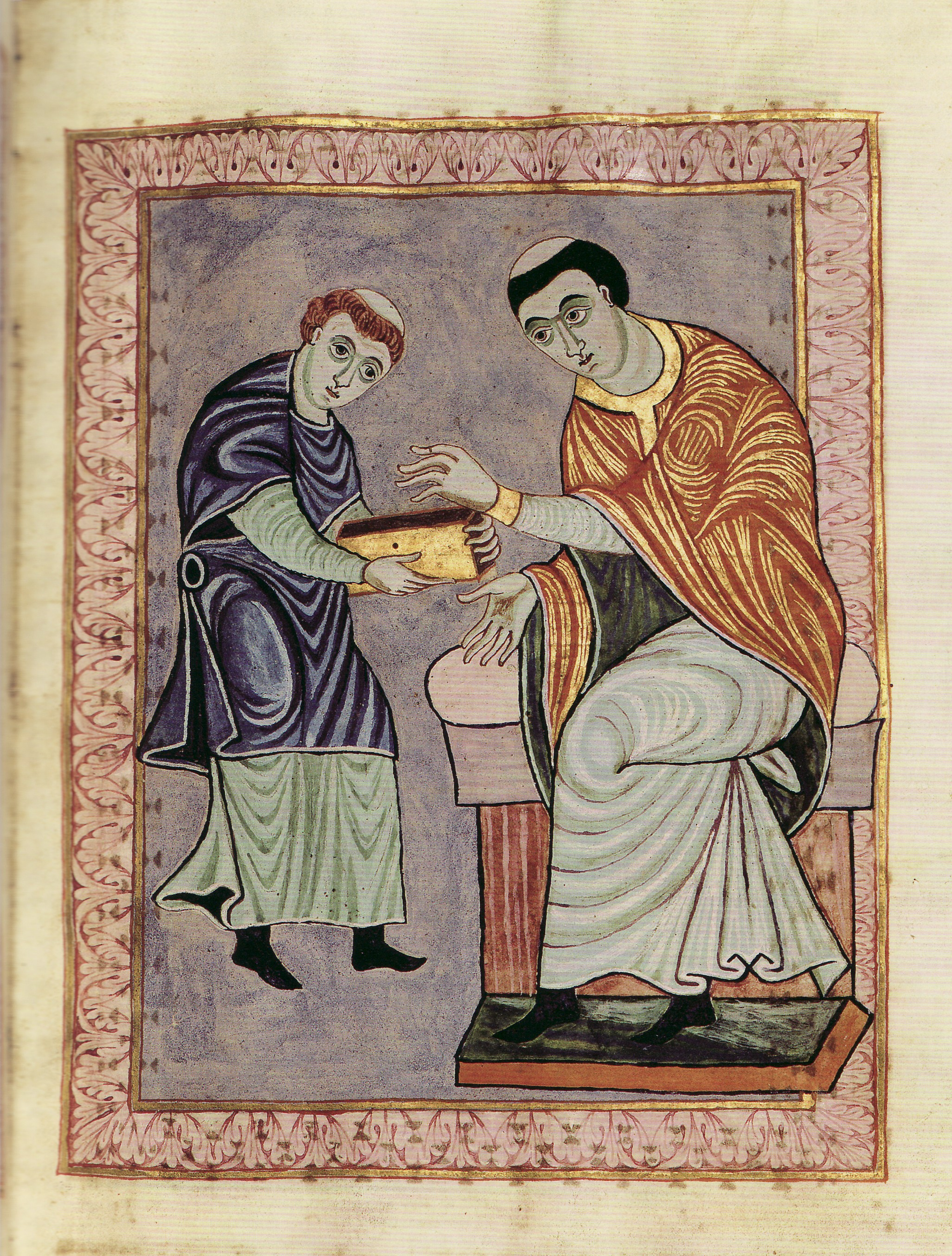
Ein kleiner dargestellter Schreiber übergibt Gero die auftragsgemäß geschriebene Prunkhandschrift

In der Zeit der Völkerwanderung kam die Schreibtätigkeit im Westen vielerorts fast völlig zum Erliegen, was zu den Bücherverlusten der Spätantike führte. Der spätantike Adelige Cassiodor aber gab in seinem Kloster Vivarium zum ersten Mal einen überlieferten Auftrag an die Mönche, Bücher abzuschreiben. Die Bibliothek des Vivariums wird auf etwa hundert Titel geschätzt. Im Verlaufe des Mittelalters wurden Klöster in den christlichen Gebieten zu den Hauptzentren der Schriftkunst. Ansehen und Zahl der Schreibkundigen stieg im Hoch- und Spätmittelalter stetig an, bedingt durch die Blüte des Rittertums, das Einsetzen des Fernhandels und damit auch der Geldwirtschaft und das Aufstreben des Bürgertums. Der Schreiber wurde zum Chronisten und Protokollanten, zum Urkundenverfasser und Bibelkopierer, manchmal auch zum Literaten und als Stadtschreiber sogar zum höchsten Beamten der Stadt. In den Skriptorien der Klöster wurden Handschriften von schreibkundigen Mönchen, den Scriptores|, vervielfältigt. Dort galt das Abschreiben von Texten zwar als Handwerk, doch Urkunden erforderten nicht nur Schriftkenntnisse, sondern auch Wissen über Rechtsvorschriften und das Beherrschen der lateinischen Sprache. Deshalb hatten Urkundenschreiber meist höhere Weihegrade inne und stiegen später nicht selten zum Abt auf. Im Frühmittelalter standen die Scriptores in einem so hohen Ansehen, dass die Verletzung eines Schreibermönches ebenso hart bestraft wurde wie die eines Abtes oder eines Bischofs. Im Kloster St. Gallen sind bis zum Jahr 1000 140 Mönche bezeugt, die Urkunden schrieben. Unter den Äbten zwischen Otmar (719-759) und Wolfleoz (812-816) überwogen in der Urkundenproduktion außerklösterliche Schreiber. Unter Abt Gozbert änderte sich dies. Er wollte wohl in so einem rechtlich sensiblen Bereich die Abhängigkeit von auswärtigen Schreibern verringern. Die Kompetenz der Schreiber war auch außerhalb der Klöster beachtlich groß. Einzelne Skriptoren wie der 779 im Raum Konstanz bezeugte Schreiber Alboinus weisen in Schrift und Unterschrift ein so professionelles Erscheinungsbild auf, dass man sogar eine Nähe zur Kanzlei des Königs vermuten kann (ChSG 87).
Mit der Erfindung des Buchdrucks durch Johannes Gutenberg etwa 1450, also im Übergang vom Mittelalter zur Neuzeit, verlor der Beruf des Schreibers schnell an Bedeutung. Die staatlichen Kanzleien entwickelten ein umfangreiches Schriftgut, welches zunächst vor allem auf Latein, später jedoch auch in (volkssprachlich basierten) Kanzleisprachen verfasst wurde. Das Mittelniederdeutsche wurde zur lingua franca des Ostseeraumes, da es die (Schrift)sprache der Hanse war. Oft wurde von einem Schreiber nicht nur leserliche, schnelle und ordentliche Schrift erfordert, sondern auch die sichere Beherrschung der entsprechenden Verwaltungssprache – oft erheblich von der im Alltag gesprochenen Sprache abweichend. Die Hanse schrieb in London wie Novgorod auf Mittelniederdeutsch und Latein verbreitete sich (nördlich des Mittelmeers) weit jenseits der vormaligen Grenzen des römischen Reiches als Sprache von Kirchen, Klöstern und Kanzleien. Die Bibelübersetzung Luthers konnte auch deswegen so schnell so weite Verbreitung finden, weil große Teile der alphabetisierten Bevölkerung mit der sächsischen Kanzleisprache wenigstens rudimentär vertraut waren. In den Kanzleien entwickelte sich der Begriff weiter vom reinen Schriftkundigen zu einer Art Sekretär (auch Kanzlist oder Kanzellist). Der Leiter einer solchen Kanzlei war der Kanzler.

## Neuzeit
Lange beschäftigten Kanzleien und Kontore zahlreiche Schreiber, die Akten und Briefe per Hand zu kopieren und nach Diktat aufzunehmen hatten. Eine ganze Anzahl von persönlichen Schreibern nach Diktat beschäftigte etwa Johann Wolfgang von Goethe. Dem Berufsbild des Kanzleikopisten hat der amerikanische Schriftsteller Herman Melville mit der Erzählung Bartleby der Schreiber ein literarisches Denkmal gesetzt. Seit der Erfindung der Schreibmaschine wurde der Beruf feminisiert, immer mehr Frauen arbeiteten in den Büros als Sekretärin. Dies ging einerseits mit einer Abwertung der Tätigkeit einher („Tippse“), bot andererseits Frauen auch Möglichkeiten zur Erwerbstätigkeit außerhalb von Fabrik und Care-Arbeit.

## Schreiber heute

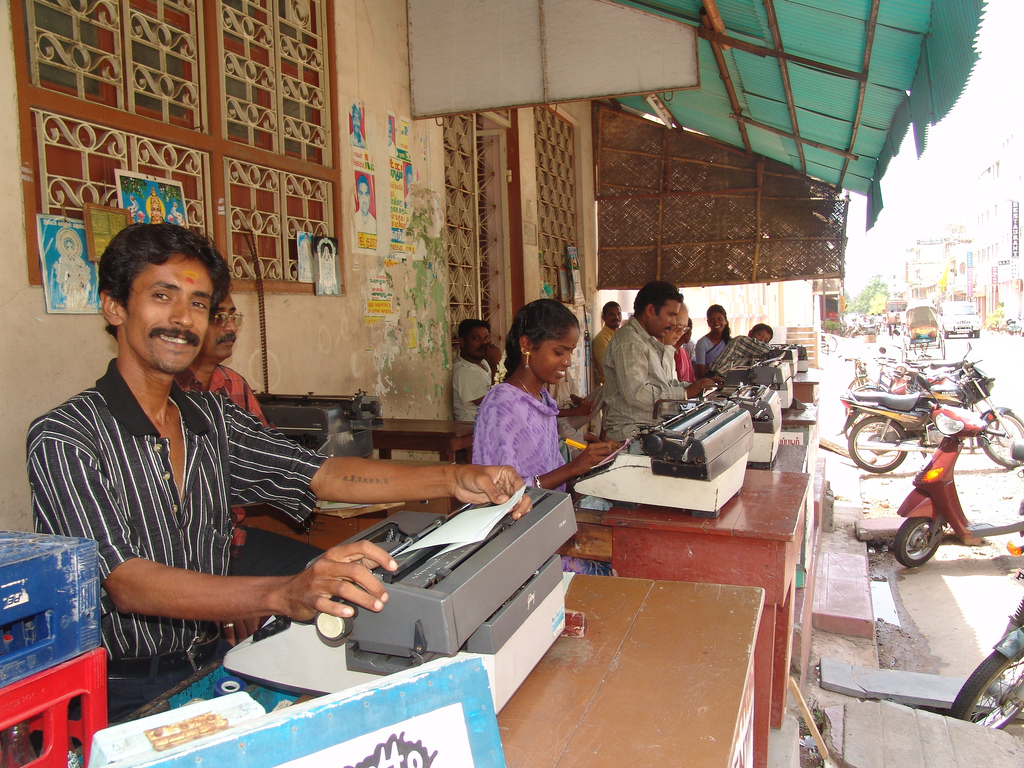
Schreiber in Puducherry (Indien) warten an einer Straße auf Kunden

Seit Anfang des 16. Jahrhunderts gehört in den Ländern mit europäischer Kultur das Schreiben-Können mehr und mehr zum Allgemeingut, so dass es nicht mehr als Kunst im höheren Sinn des Wortes, sondern nur noch als eine Fertigkeit angesehen wird. Der Handschriften verfassende Schreiber verschwindet aus dem Sprachgebrauch, der literarische Schreiber wird zum Redakteur, Schriftsteller, Autor, auch Verfasser genannt. Werke für andere, die unter deren Namen herausgegeben werden, werden von Ghostwritern geschrieben, worunter auch Redenschreiber fallen. Manche Schreiber spezialisieren sich auf Kalligrafie.
In Frankreich gibt es schätzungsweise noch 300 professionelle öffentliche Schreiber, wobei die wenigsten allein von ihrer Schreibtätigkeit leben können. Aufträge sind oft Bewerbungen und Anträge ausländischer Firmen, hin und wieder Beschwerdebriefe verärgerter Kunden, selten persönliche Briefe, die besonderes Fingerspitzengefühl erfordern. Auch Auftragsbiografien sind ein Betätigungsfeld. An der Universität Paris III und der Universität Toulon-Var kann das Fach des öffentlichen Schreibers mit Diplom abgeschlossen werden. Dazu kommen viele freiwillige Helfer, die Ausländer und Menschen mit Schreibschwächen bei Behördengängen unterstützen und in Rathäusern Sprechstunden abhalten.
In Ländern mit hoher Analphabetenquote ist der Beruf des Schreibers indes noch bekannt. Dort lassen derzeit vor allem Mobiltelefone mit günstigen Tarifen die Aufträge schrumpfen. Im Gegensatz dazu verabredeten sich bei Aufkommen des Festnetztelefons, wo sich meist mehrere Familien einen Apparat teilten, so manche per Brief zum Telefon-Rendezvous. Auch in der Kommunikation mit den Behörden sind heute vielfach Mobiltelefone im Einsatz.

## Verschiedene Schreiber
Auch heute unterscheidet man Briefeschreiber, Texteschreiber, Zeitungsschreiber. Heutige Berufe, in denen das Schreiben eine wesentliche Rolle spielt, sind etwa der Stenograf, der Protokollführer, der Redenschreiber sowie der Ghostwriter.

### Staatliche Schreiber
Die im Auftrag eines Staates oder Teilstaates tätigen Schreiber können als Generalsekretär für den Schriftverkehr einer Regierungs- oder Verwaltungsbehörde zuständig sein, das Protokoll bei den Sitzungen von Räten führen oder für das Führen eines Grundbuches oder Kassenbuches zuständig sein. Sie werden u. a. als Staatsschreiber, Landschreiber oder Ratschreiber bezeichnet.

### Gerichtsschreiber

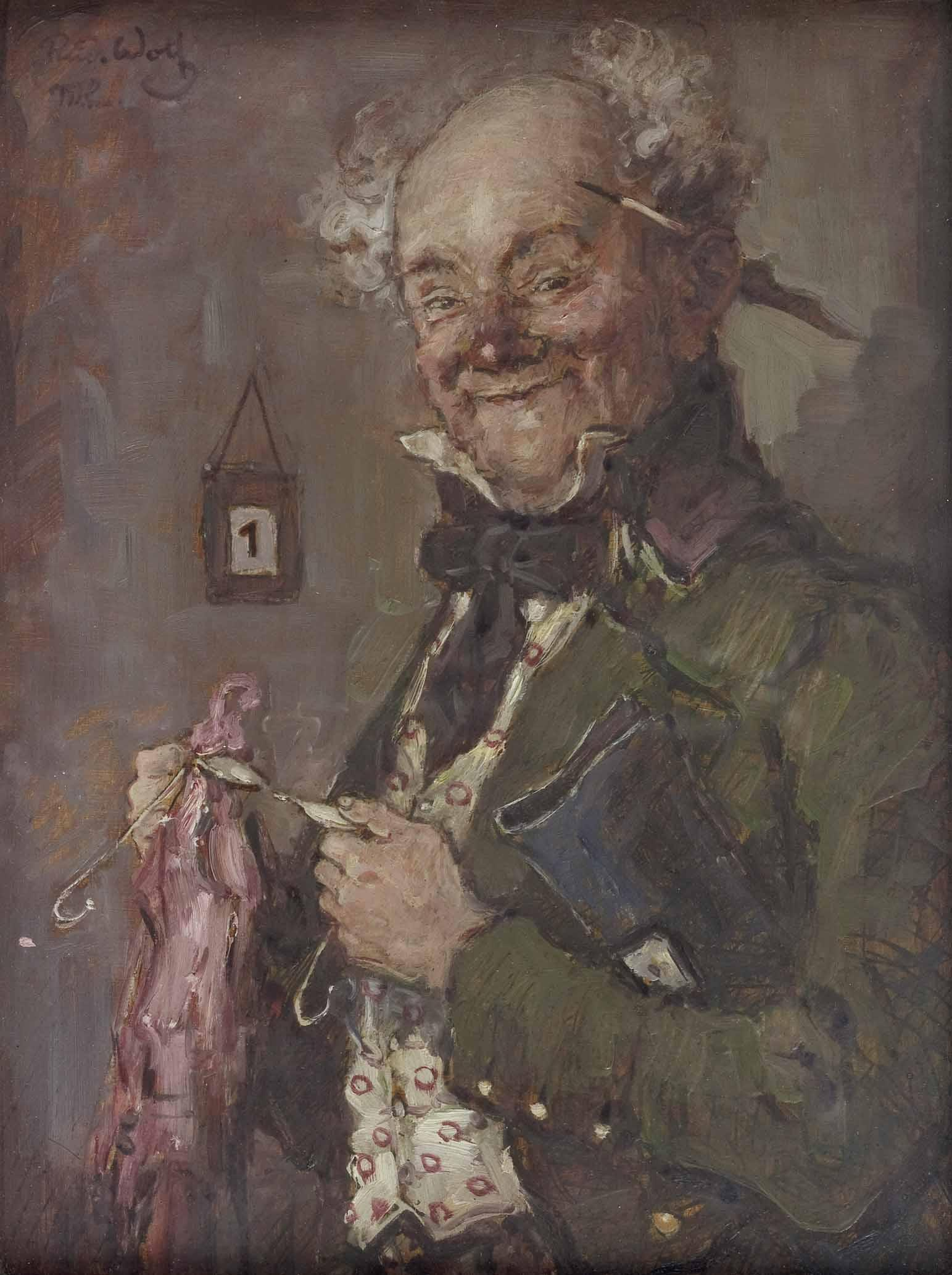
Der Aktuar (Rudolf Wolf)

Ein Gerichtsschreiber, auch Aktuar oder Sekretär genannt, war ein Beamter der Gerichtskanzlei, der die Verhandlungen eines Gerichts oder einer gerichtlichen Behörde aufzeichnete. Der Gerichtsschreiber war zunächst lediglich Protokollführer, der den Entscheidungen und Akten des Gerichts öffentlichen Glauben verlieh. In Deutschland wird diese Aufgabe heute von den Urkundsbeamten der Geschäftsstelle des Gerichts geleistet. Gerichtsschreiber erhielten im Laufe der Zeit zum Teil auch selbständige richterliche Befugnisse, besonders in der freiwilligen Gerichtsbarkeit. Ab 1923 wurden Schreiber, die zusätzliche gerichtliche Aufgaben übernahmen, laut „preußischer Entlastungsverfügung“ in Preußen als Rechtspfleger bezeichnet. In der Schweiz sind Gerichtsschreiber ausgebildete Juristen, die an der Gerichtsverhandlung mitwirken und an der Entscheidungsfindung beteiligt sind. Sie verfassen die schriftliche Begründung des Urteils.